# Saint-Laurent (circonscription provinciale)
Pour les articles homonymes, voir Saint-Laurent.
Circonscription électorale provinciale du Canada
Saint-Laurent est une circonscription électorale québécoise située sur l'ile de Montréal. Le premier ministre Robert Bourassa y a été élu lors de son retour en politique.

## Historique
La circonscription de Saint-Laurent a été créée lors de la refonte de la carte électorale de 1965 à partir de parties des anciennes circonscriptions de Laval et de Jacques-Cartier. En 1972, le territoire de Saint-Laurent est modifié quand sa partie nord-est passe dans la nouvelle circonscription de L'Acadie et qu'une partie de Jacques-Cartier passe dans Saint-Laurent, formant l'ouest de la circonscription. En 1980 une autre partie de Jacques-Cartier passe dans Saint-Laurent. La circonscription est restée inchangée depuis ce temps.

## Territoire et limites
La circonscription de Saint-Laurent est constitué par la plus grande partie de l'arrondissement Saint-Laurent de la ville de Montréal, seule son extrémité nord-est en étant exclue. Il comprend en outre la partie de l'arrondissement Ahuntsic-Cartierville située à l'ouest de l'autoroute des Laurentides.

## Liste des députés
| Législature                                         | Années       | Député             | Député      | Parti   |
| --------------------------------------------------- | ------------ | ------------------ | ----------- | ------- |
| Saint-Laurent Créée depuis Laval et Jacques-Cartier |              |                    |             |         |
| 28e                                                 | 1966–1970    |                    | Léo Pearson | Libéral |
| 29e                                                 | 1970–1973    |                    | Léo Pearson | Libéral |
| 30e                                                 | 1973–1976    | Claude Forget      |             | Libéral |
| 31e                                                 | 1976–1981    | Claude Forget      |             | Libéral |
| 32e                                                 | 1981–1981    | Claude Forget      |             | Libéral |
| 32e                                                 | 1982–1985    | Germain Leduc      |             | Libéral |
| 33e                                                 | 1985–1985    | Germain Leduc      |             | Libéral |
| 33e                                                 | 1986–1989    | Robert Bourassa    |             | Libéral |
| 34e                                                 | 1989–1994    | Robert Bourassa    |             | Libéral |
| 35e                                                 | 1994–1998    | Normand Cherry     |             | Libéral |
| 36e                                                 | 1998–2003    | Jacques P. Dupuis  |             | Libéral |
| 37e                                                 | 2003–2007    | Jacques P. Dupuis  |             | Libéral |
| 38e                                                 | 2007–2008    | Jacques P. Dupuis  |             | Libéral |
| 39e                                                 | 2008–2010    | Jacques P. Dupuis  |             | Libéral |
| 39e                                                 | 2010–2012    | Jean-Marc Fournier |             | Libéral |
| 40e                                                 | 2012–2014    | Jean-Marc Fournier |             | Libéral |
| 41e                                                 | 2014–2018    | Jean-Marc Fournier |             | Libéral |
| 42e                                                 | 2018–2022    | Marwah Rizqy       |             | Libéral |
| 43e                                                 | 2022–présent | Marwah Rizqy       |             | Libéral |

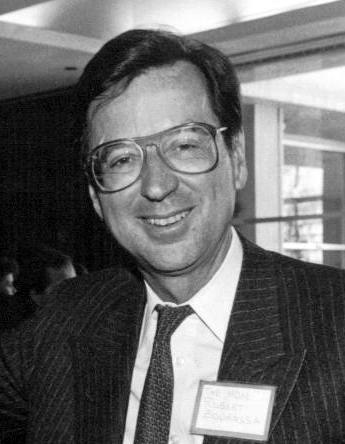
Robert Bourassa est député de 1986 à 1994. Il est Premier ministre du Québec de 1970 à 1976 et de 1985 à 1994.
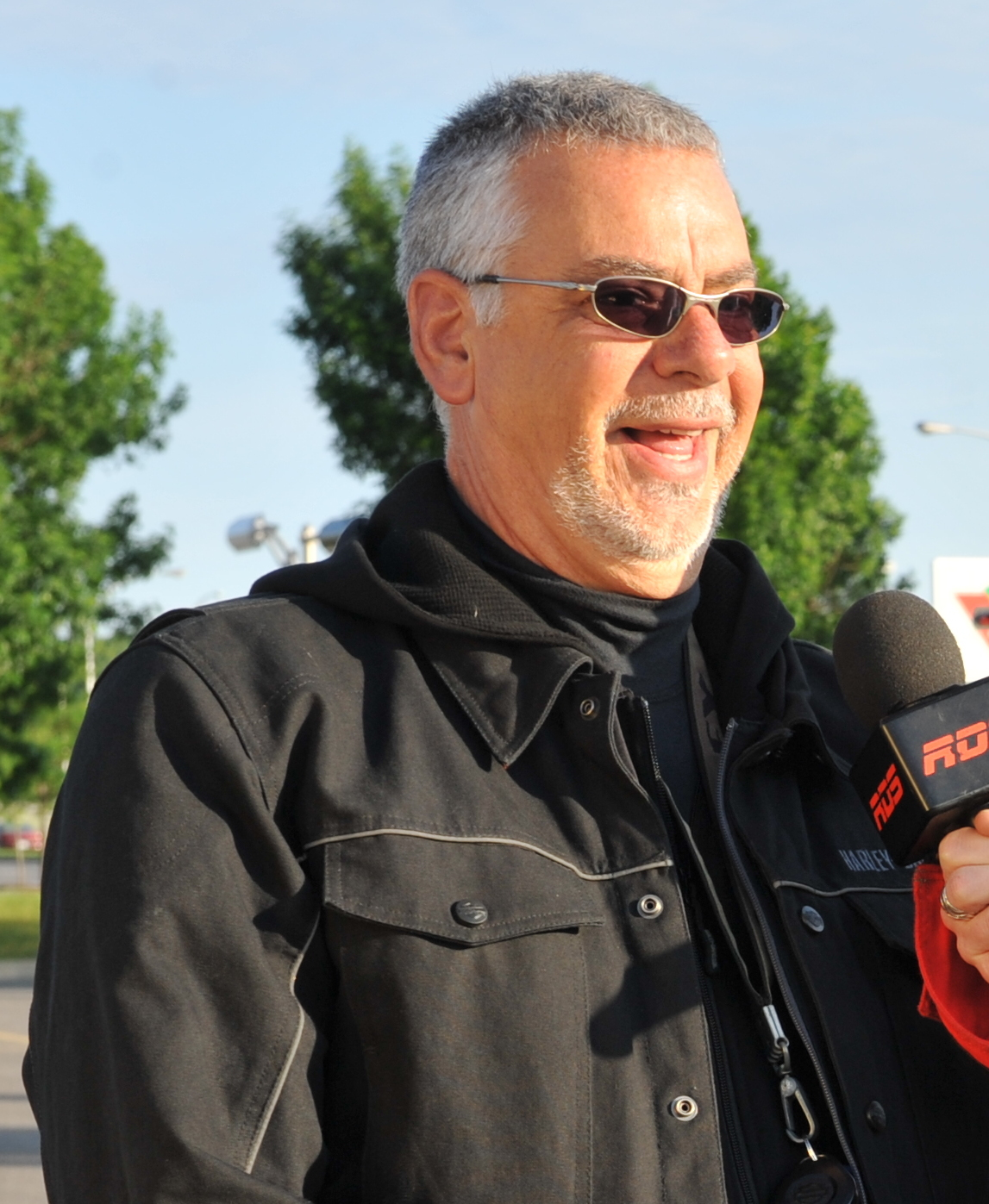
Jacques Dupuis est député de 1998 à 2010 pour le Parti libéral du Québec.
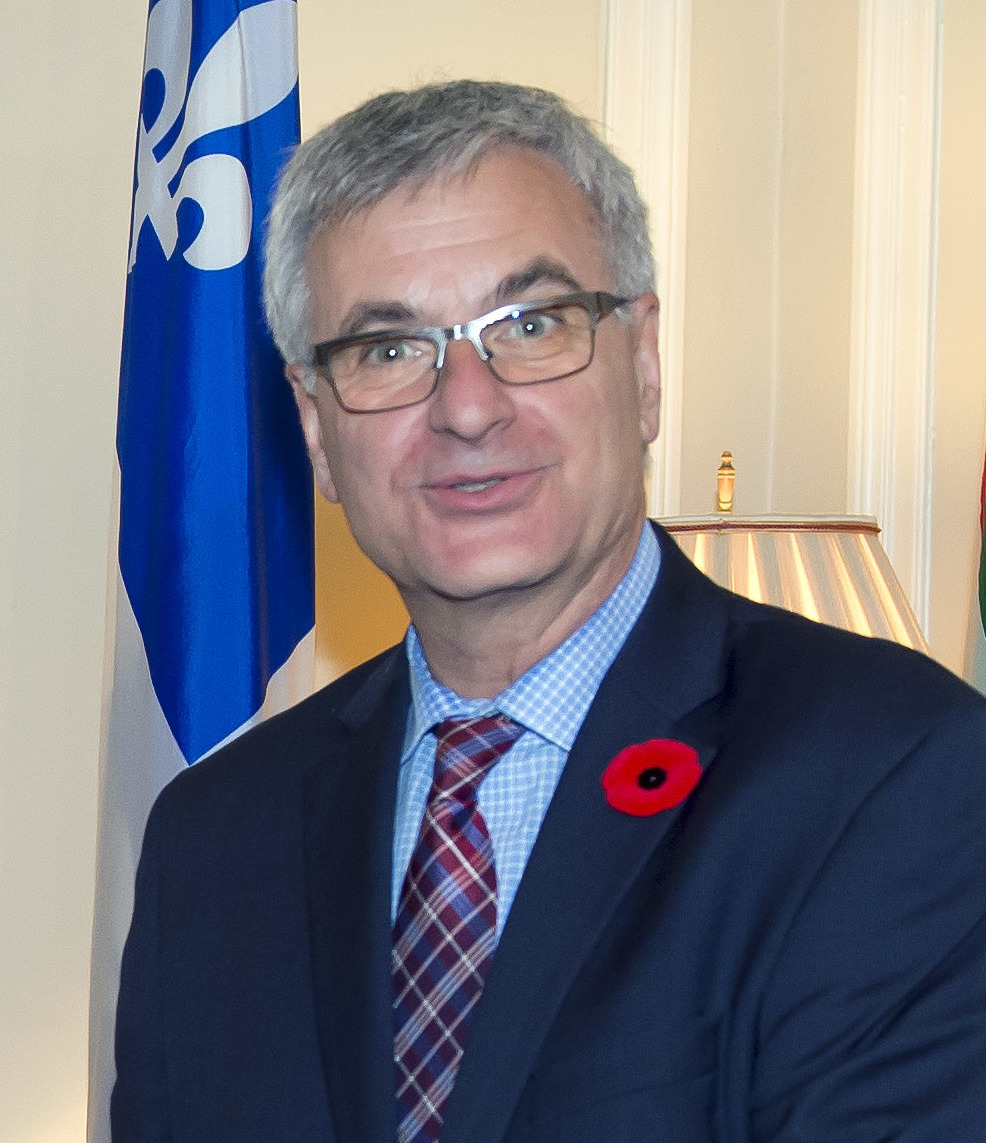
Jean-Marc Fournier est député de 2010 à 2018 pour le Parti libéral du Québec.
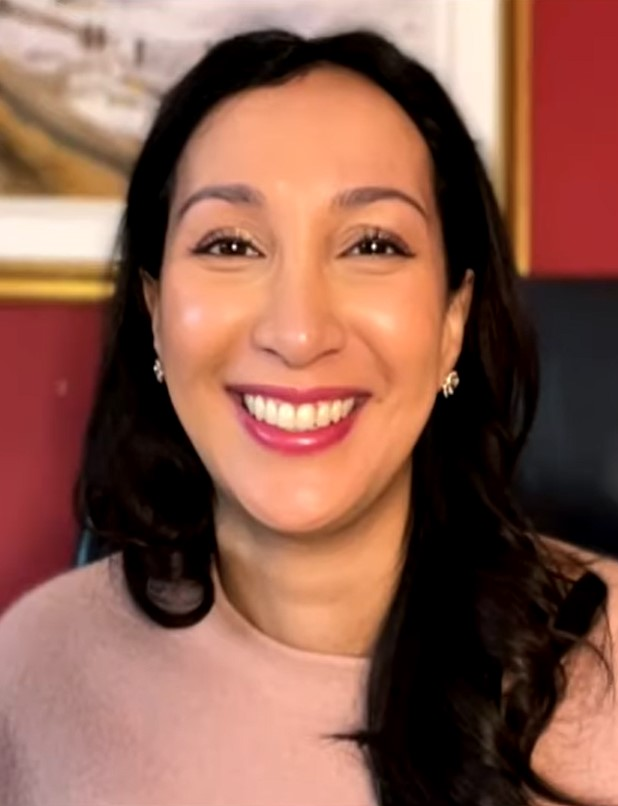
Marwah Rizqy est députée depuis 2018 pour le Parti libéral du Québec.

## Résultats électoraux
|                                                                                             | Nom                    | Parti                    | Nombre de voix | %      | Maj.   |
| ------------------------------------------------------------------------------------------- | ---------------------- | ------------------------ | -------------- | ------ | ------ |
|                                                                                             | Marwah Rizqy (sortant) | Libéral                  | 14 304         | 50 %   | 10 213 |
|                                                                                             | Mélanie Gauthier       | Coalition avenir         | 4 091          | 14,3 % | -      |
|                                                                                             | Catherine St-Clair     | Conservateur             | 3 973          | 13,9 % | -      |
|                                                                                             | Gérard Briand          | Québec solidaire         | 2 840          | 9,9 %  | -      |
|                                                                                             | Karl Dugal             | Parti québécois          | 1 696          | 5,9 %  | -      |
|                                                                                             | Rizwan Muhammad Rajput | Bloc Montréal            | 752            | 2,6 %  | -      |
|                                                                                             | Myrtis-Eirene Fossey   | Parti canadien du Québec | 533            | 1,9 %  | -      |
|                                                                                             | Othmane Benzekri       | Vert                     | 439            | 1,5 %  | -      |
| Total                                                                                       | Total                  | Total                    | 28 628         | 100 %  |        |
| Le taux de participation lors de l'élection était de 51 % et 383 bulletins ont été rejetés. |                        |                          |                |        |        |

|                                                                                             | Nom                  | Parti              | Nombre de voix | %      | Maj.   |
| ------------------------------------------------------------------------------------------- | -------------------- | ------------------ | -------------- | ------ | ------ |
|                                                                                             | Marwah Rizqy         | Libéral            | 17 669         | 62 %   | 13 347 |
|                                                                                             | Marc Baaklini        | Coalition avenir   | 4 322          | 15,2 % | -      |
|                                                                                             | Marie Josèphe Pigeon | Québec solidaire   | 2 458          | 8,6 %  | -      |
|                                                                                             | Elias Dib Nicolas    | Parti québécois    | 1 846          | 6,5 %  | -      |
|                                                                                             | Guy Morissette       | Conservateur       | 863            | 3 %    | -      |
|                                                                                             | Halimatou Bah        | Vert               | 849            | 3 %    | -      |
|                                                                                             | Jacques Dago         | NPD Québec         | 432            | 1,5 %  | -      |
|                                                                                             | Fernand Deschamps    | Marxiste-léniniste | 75             | 0,3 %  | -      |
| Total                                                                                       | Total                | Total              | 28 514         | 100 %  |        |
| Le taux de participation lors de l'élection était de 51 % et 406 bulletins ont été rejetés. |                      |                    |                |        |        |

|                                                                                               | Nom                          | Parti              | Nombre de voix | %      | Maj.   |
| --------------------------------------------------------------------------------------------- | ---------------------------- | ------------------ | -------------- | ------ | ------ |
|                                                                                               | Jean-Marc Fournier (sortant) | Libéral            | 31 454         | 82,3 % | 28 348 |
|                                                                                               | Rachid Bandou                | Parti québécois    | 3 106          | 8,1 %  | -      |
|                                                                                               | Hasnaa Kadiri                | Québec solidaire   | 2 100          | 5,5 %  | -      |
|                                                                                               | Tidiane Diallo               | Vert               | 796            | 2,1 %  | -      |
|                                                                                               | Guy Morissette               | Conservateur       | 420            | 1,1 %  | -      |
|                                                                                               | Jennifer Beaudry             | Option nationale   | 236            | 0,6 %  | -      |
|                                                                                               | Fernand Deschamps            | Marxiste-léniniste | 115            | 0,3 %  | -      |
| Total                                                                                         | Total                        | Total              | 38 227         | 100 %  |        |
| Le taux de participation lors de l'élection était de 70,3 % et 488 bulletins ont été rejetés. |                              |                    |                |        |        |

|                                                                                               | Nom                          | Parti              | Nombre de voix | %      | Maj.   |
| --------------------------------------------------------------------------------------------- | ---------------------------- | ------------------ | -------------- | ------ | ------ |
|                                                                                               | Jean-Marc Fournier (sortant) | Libéral            | 22 481         | 65,7 % | 17 579 |
|                                                                                               | George Manolikakis           | Coalition avenir   | 4 902          | 14,3 % | -      |
|                                                                                               | Roger Gagnon                 | Parti québécois    | 3 878          | 11,3 % | -      |
|                                                                                               | Marie Josèphe Pigeon         | Québec solidaire   | 1 718          | 5 %    | -      |
|                                                                                               | Pierre Étienne Loignon       | Vert               | 684            | 2 %    | -      |
|                                                                                               | Maxime Bellerose             | Option nationale   | 384            | 1,1 %  | -      |
|                                                                                               | Brian Jenkins                | Unité nationale    | 96             | 0,3 %  | -      |
|                                                                                               | Fernand Deschamps            | Marxiste-léniniste | 91             | 0,3 %  | -      |
| Total                                                                                         | Total                        | Total              | 34 234         | 100 %  |        |
| Le taux de participation lors de l'élection était de 64,5 % et 337 bulletins ont été rejetés. |                              |                    |                |        |        |

## Référendums
|  | Référendum                     | % du OUI | % du NON | Taux de participation |
|  | Référendum de 1980             | 21,69 %  | 78,31 %  | 87,58 %               |
|  | Accord de Charlottetown (1992) | 76,30 %  | 23,70 %  | 85,23 %               |
|  | Référendum de 1995             | 17,15 %  | 82,85 %  | 94,50 %               |